# Distribución bépo
La distribución bépo es una distribución de teclado inspirada en el teclado Dvorak y concebida para facilitar la escritura del francés y de los lenguajes de programación. Permite acceder a los caracteres especiales de las lenguas europeas basadas en el alfabeto latino, incluido el esperanto. La disposición está disponible como software libre.

## Historia
El enfoque del proyecto se basa en el método utilizado por August Dvorak en la década de 1930 para desarrollar su diseño de teclado ergonómico para el idioma inglés. El principio básico es colocar las letras más frecuentes de un idioma en las teclas más accesibles del teclado. Esto permite en particular dividir por dos los movimientos de los dedos en comparación con el diseño tradicional QWERTY.
Las iniciativas destinadas a crear un diseño optimizado para el idioma francés surgieron a principios del siglo XX, en la década de 1970 (teclado Marsan) y en 2002 (teclado Dvorak-fr por Francis Leboutte). Desafortunadamente, esta última iniciativa, la más exitosa, no era libre y había un conflicto de licencia al tratar de incluir dvorak-fr en la distribución Debian. Como resultado de esto, parecía necesario desarrollar una disposición de licencia libre.
Las primeras discusiones tienen lugar en la lista de correo dvorak-fr a principios de 2003, conducen a una versión preliminar a principios de 2005 que desde entonces ha evolucionado por consenso hasta la versión actual. Los controladores del diseño y los programas utilizados para generar estos controladores diferentes están disponibles bajo licencia libre, que permite su distribución y modificación. Estos archivos se pueden usar para rastrear la evolución de la configuración o para generar un diseño adaptado a uno mismo u otros idiomas. Una versión de desarrollo, presentada como una nueva disposición francesa de Dvorak, se incluye en el proyecto X.Org en noviembre de 2006 y se publicó en julio de 2007.
En agosto de 2008, el proyecto decidió congelar la distribución bépo. Bépo está disponible para los principales sistemas operativos: FreeBSD, GNU/Linux, Mac OS X, OpenBSD, NetBSD, OpenSolaris y Windows. En diciembre, la versión 1.0rc2 se integra en la versión de desarrollo del sistema de ventanas X.Org utilizado por GNU/Linux. La siguiente versión estable del administrador de teclados de X.Org salió en enero de 2009 y es compatible con las distribuciones de GNU/Linux unos meses después.

## Evaluación
El teclado bépo tiene las vocales y sus formas acentuadas y derivadas a la izquierda y las letras más frecuentes en la parte central en la fila de en medio,  con intención de ser ergonómico. Los números se teclean utilizando las teclas de la fila superior y oprimiendo la tecla de mayúsculas, lo cual no es muy ergonómico si no se tiene un teclado numérico separado y cuando se emplean frecuentemente números. El uso de este teclado  requiere aprendizaje y adaptación si se está acostumbrado a otras disposiciones de teclado, y permanece muy marginal en 2020.

## Referencias

Disposición del teclado bépo, con las vocales a la izquierda. Versión NF Z71-300.